# Grindeks
AS Grindeks és una empresa letona, que cotitza a la Borsa de Riga, i que produeix medicaments, medicines i fitoquímics medicinals. L'empresa va ser fundadda el 17 d'octubre de 1991, i la seva cotització va iniciar-se el 25 d'agost de 1997. Un dels medicaments clau per a Grindeks és el Mildronate. El Mildronate s'utilitza per a tractar l'angina de pit i l'infart de miocardi inhibint la biosíntesi de la carnitina per mitjà de la inhibició enzimàtica de la gamma-butirobetaina dioxigenasa.
El 2009, Grindeks va aconseguir uns ingressos de 76,2 € milions € amb uns beneficis de 5,078 milions. Grindeks té actualment 836 treballadors i els principals accionistes són Kirovs Lipmans (33,29%) i Anne Lipmane (16,69%)